# Barone Canavese
Barone Canavese is een gemeente in de Italiaanse provincie Turijn (regio Piëmont) en telt 588 inwoners (31-12-2004). De oppervlakte bedraagt 4,0 km², de bevolkingsdichtheid is 147 inwoners per km².

## Demografie
Barone Canavese telt ongeveer 259 huishoudens. Het aantal inwoners steeg in de periode 1991-2001 met 4,4% volgens cijfers uit de tienjaarlijkse volkstellingen van ISTAT.
| Jaar | Inwoneraantal |
| ---- | ------------- |
| 1991 | 563           |
| 2001 | 588           |

## Geografie
Barone Canavese grenst aan de volgende gemeenten: Mercenasco, San Giorgio Canavese, Candia Canavese, Orio Canavese, Caluso.

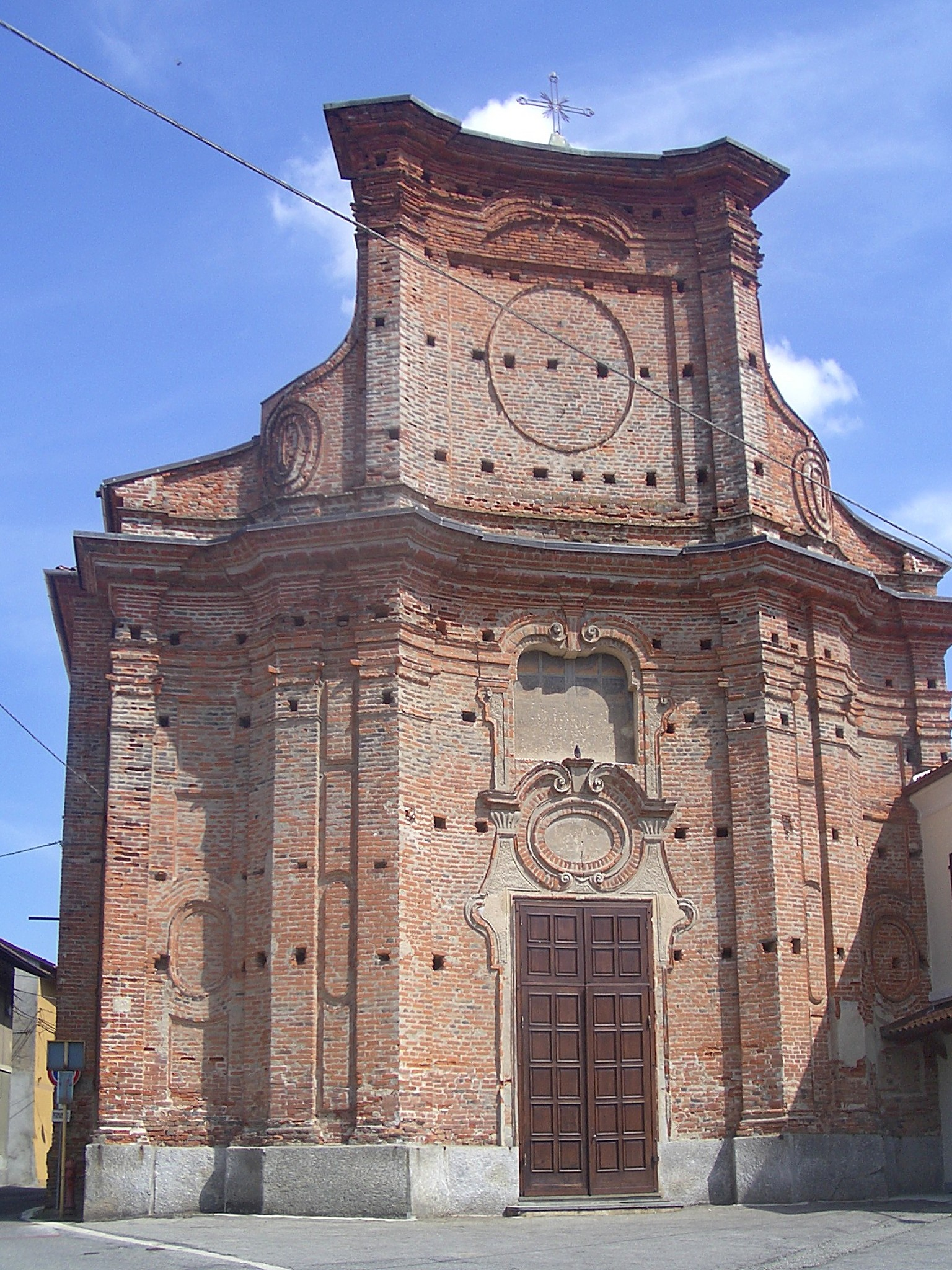

1. ↑  https://demo.istat.it/?l=it.